# Zacatal, Santiago Tuxtla
Zacatal är en ort i Mexiko.   Den ligger i kommunen Santiago Tuxtla och delstaten Veracruz, i den sydöstra delen av landet, 400 km öster om huvudstaden Mexico City. Zacatal ligger 39 meter över havet och antalet invånare är 394.
Terrängen runt Zacatal är huvudsakligen platt, men åt nordost är den kuperad. Runt Zacatal är det ganska tätbefolkat, med 80 invånare per kvadratkilometer. Närmaste större samhälle är Santiago Tuxtla, 15,7 km nordost om Zacatal. Omgivningarna runt Zacatal är en mosaik av jordbruksmark och naturlig växtlighet.